# سویقه المدینه
سویقه المدینه (به عربی: سويقة المدينة) یک منطقهٔ مسکونی در عربستان سعودی است که در استان مدینه واقع شده‌است.